# Live and Nearly Unplugged
Live and Nearly Unplugged è il primo album dal vivo del gruppo musicale statunitense Bent Knee, pubblicato l'11 novembre 2014.

## Descrizione
Contiene l'esibizione tenuta dal gruppo in Giappone nel 2013, durante la quale hanno presentato alcuni brani riarrangiati in chiave acustica.

## Tracce
1. Funeral – 4:55
2. Skin – 3:44
3. Battle Creek – 5:30
4. The Last Song – 4:18
5. Don't Start – 3:15
6. Lila (Japanese) – 4:22
7. Desire – 4:24
8. Way Too Long – 4:29
9. In God We Trust – 5:20
10. After Years of Love (Japanese) – 4:06

## Formazione
Gruppo
- Ben Levin – chitarra, voce
- Chris Baum – violino
- Courtney Swain – voce, tastiera

Produzione
- Sean Killary – ingegneria del suono, missaggio, mastering
- Geoffrey Mutchnik – assistenza tecnica